# 민유경
민유경(1995년 6월 9일 ~ )은 대한민국의 여자 축구 선수이다. 현재 화천 KSPO 여자 축구단에서 주장을 맡고 있다.

## 어린 시절
초등학생 시절 남자들과 자주 축구를 하는 것을 본 체육 선생님이 근처 초등학교 축구부에 연락을 하여 6학년 때부터 전문적으로 축구를 배우게 되었다.

## 국가대표팀 경력
어린 시절부터 꾸준히 연령별 대표팀에 소집되었다.
2014년에는 처음 성인 대표팀에 소집되었으며, 2020년에도 올림픽 예선 명단에 포함되는 등 아직 정식 경기 출전 기록은 없지만 차세대 대표팀 골키퍼라는 평가를 받는다.